# کوارتت زهی شماره ۱ (بتهوون)

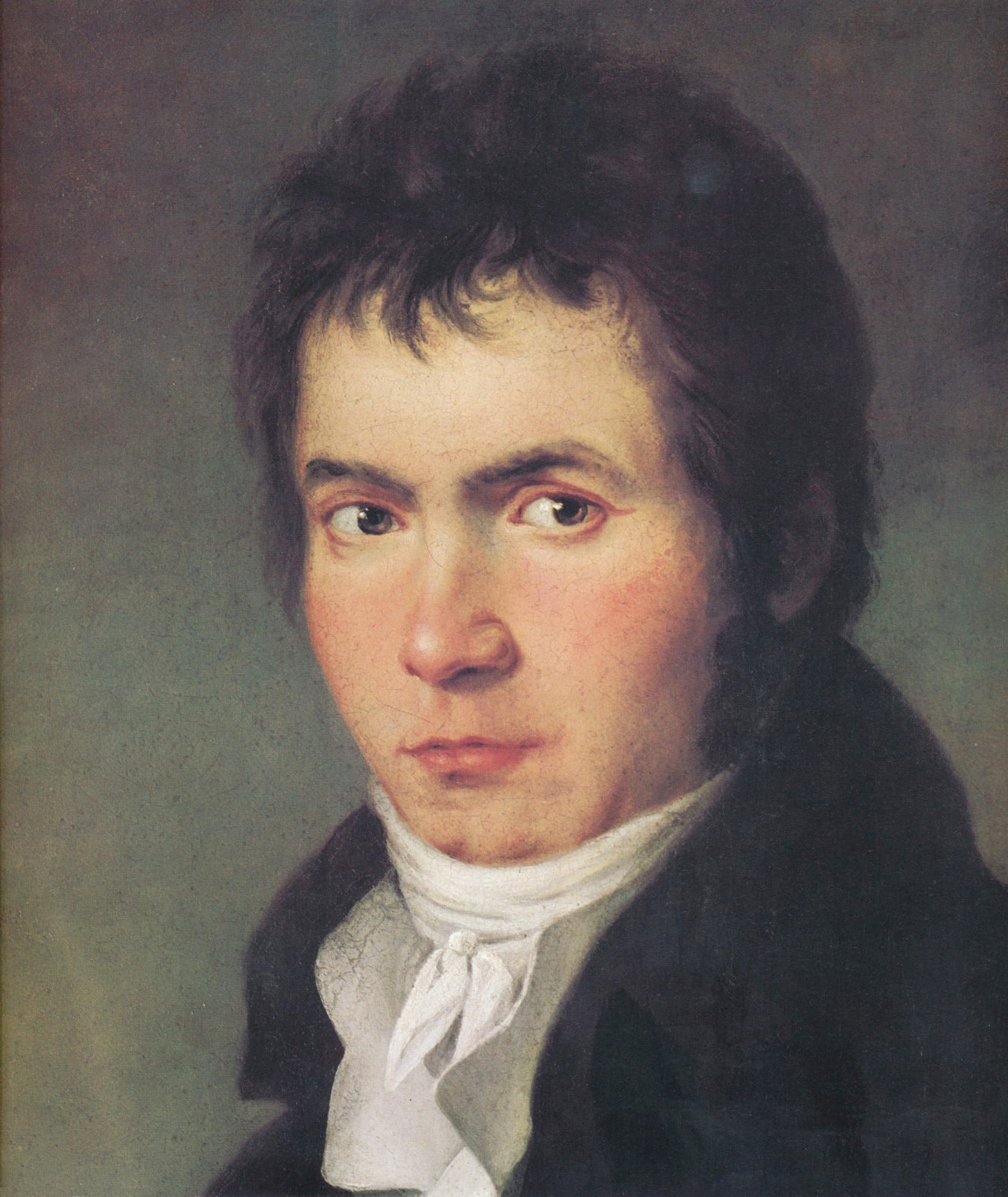
بتهوون

کوارتت زهی شماره ۱، اثر لودویگ فان بتهوون، در فا ماژور، اُپوس ۱۸، شمارهٔ ۱، یک کوارتت زهی برای دو ویولن، یک ویولا، و یک ویولنسل است که آهنگساز آن را میان سال‌های ۱۷۹۸ و ۱۸۰۰ در چهار موومان تصنیف کرد و در سال ۱۸۰۱ انتشار یافت.
بتهوون این کوارتت و باقیِ پنج کوارتتِ اپوس ۱۸ را به شاهزاده یوزف فرانتس فون لوبکوویتس تقدیم کرد.

## ساختار
کوارتت زهی شماره ۱ چهار موومان دارد:
1. آلگرو کُن بریو (در فا ماژور)
2. آداژیو آفِتّوئوزو اِد آپاسیوناتو (در رِ ماژور)
3. اسکرتسو: آلگرو مولتو (در فا ماژور)
4. آلگرو (در فا ماژور)

اجرای کاملِ این اثر حدود ۲۸ دقیقه طول می‌کشد.
بتهوون این کوارتت را یک بار نوشت و سپس در آن تغییراتی داد و به‌عنوان اُپوس ۱۸، شمارهٔ ۱ انتشار داد. کوارتت زهی شمارهٔ ۱ بتهوون، مشهورترین کوارتت زهیِ او از میان کوارتت‌های نخستینش به‌شمار می‌رود. موومان آغازیِ این کوارتت در فا ماژور، آلگرویی درخشان با فرم سونات است. سپس، موومانی کُند (آداژیو) در ر مینور می‌آید که فرم آن نیز سونات است و به گفتهٔ کارل آمِندا (به آلمانی: Karl Amenda)، دوست بتهوون، آهنگساز آن را از صحنهٔ سرداب مردگان در نمایش‌نامهٔ رومئو و ژولیت اثر ویلیام شکسپیر الهام گرفته‌است. به نوشته کتاب «تاریخ موسیقی غرب» (انتشارات نورتون، ۲۰۱۹) موومان دوم از این کوارتت به عنوان «یکی از دراماتیک‌ترین موومان‌هایی شناخته می‌شود که تا کنون برای کوارتت زهی نوشته شده است».
سومین موومان این کوارتت، موومانی چالاک در فا ماژور، اسکِرتسویی به فرم ABA است. سرانجام، فینالِ گردبادگونهٔ این کوارتت، فرم سونات-روندو دارد و بخش بسط و گسترش آن اغلب دارای بافت پلی‌فونیک است.
بتهوون، در طول زندگی خود، شانزده کوارتت زهی آفرید. این آثار دارای نوآوری بسیار و حالتِ تِماتیک است. او در سه کوارتت پایانیِ خود، بار دیگر از قراردادهای کلاسیک پا فراتر گذاشت و کوارتت‌هایی با پنج، شش، و هفت موومان آفرید (کوارتت‌های زهیِ اُپوس ۱۳۲، اُپوس ۱۳۰، و اُپوس ۱۳۱).